# Брок, Айзек (музыкант)
Айзек Кристофер Брок (англ. Isaac Kristofer Brock; 9 июля 1975, Хелена, Монтана) — американский рок-музыкант, вокалист и автор-песен. Известен как лидер и единственный постоянный участник инди-рок-группы Modest Mouse, а также сайд-проекта Ugly Casanova.

## Детство
Айзек Брок родился 9 июля 1975 года в Хелене. У его семьи не было жилья, поэтому они жили при церквях и в хиппи-коммунах. Когда Броку было 10 лет, его родители развелись, а мать вышла замуж за брата её бывшего мужа. Потом семья переехала в Иссакву, штат Вашингтон. Отчим Айзека снимал трейлер, в котором Броку не хватило места, поэтому друзья согласились поселить его в своем подвале (который он называл «сараем»). В 14 лет Айзек Брок начал играть на гитаре и сочинять песни. Брок часто посещал Сиэтл, где общался с местными музыкантами, а также работал. Именно там в 1991 он познакомился с Эриком Джуди и Джеремией Грином, с которыми Брок создал группу Modest Mouse.
В 1992 году, бросив в школу, переехал в Нью-Йорк, где жил у подруги, но в том же году Броку пришлось вернуться в штат Вашингтон, чтобы получить аттестат.

## Карьера
Modest Mouse начали концертную деятельность в 1993 году, в 1994 году вышел первый EP коллектива — Blue Cadet-3, Do You Connect?. В 1996 году вышел дебютный альбом Modest Mouse This Is a Long Drive for Someone with Nothing to Think About, в записи которого участвовал американский блюзмен Seasick Steve. На данный момент Modest Mouse выпустили 6 полноценных альбомов.
В 2000 году Айзек уехал в штат Орегон, чтобы записать сольный альбом под псевдонимом Ugly Casanova (такое имя он позаимствовал у одного из фанатов, который пробрался в гримерку в Modest Mouse после концерта и так представился). Пластинка Sharpen Your Teeth вышла в 2002 году.
в 2004 году Айзек Брок стал продюсером дебютного альбома канадской группы Wolf Parade Apologies to the Queen Mary, который вышел в 2005.
В 2005 году Айзек Брок создал свой собственный лейбл Glacial Pace. На лейбл подписаны Modest Mouse, Love As Laughter, Marcellus Hall, Mimicking Birds, Morning Teleportation, Talkdemonic и Mason Jennings. Glacial Pace является подразделением лейбла Epic Records.
В 2009 году совместно с Джеймсом Мерсером из The Shins записал саундтрек к фильму «180 градусов на юг».
В 2011 году Айзек Брок записал саундтрек к комедии «Королевы Кантри».
В 2012 году снялся в комедийном сериале «Портландия» в роли самого себя.

## Проблемы с законом
В 1993 году Брок, будучи пьяным, попал в аварию, в результате которой его пассажир вывихнул палец. По законам штата Вашингтон это считается покушением на убийство, поэтому музыканта приговорили к заключению. Но в тюрьме он просидел всего 10 дней.
В марте 1999 года Брок был задержан по подозрению в изнасиловании. Modest Mouse пришлось отменить тур. Из-за обвинений у Modest Mouse произошёл конфликт с Murder City Devils, которые собирались в совместный тур с группой Айзека Брока.

## Личная жизнь
Айзек Брок — убежденный атеист. Но, тем не менее, религиозные убеждения Айзека не мешают ему использовать библейских персонажей в своих песнях (Например, «Teeth Like God’s Shoeshine» и «Jesus Christ Was an Only Child».).
Во время записи альбома The Moon & Antarctica в 2000 году в Чикаго группа подростков напала на Брока в местном парке, в результате чего музыканту сломали челюсть. Из-за этого происшествия запись альбома пришлось отложить.
На данный момент проживает в Портленде, штат Орегон.
В мэрии Портленда находится портрет Айзека Брока, написанный в 2010 году художником Александром Рокоффом.
Айзек Брок является отцом двух дочерей. Им посвящена песня Lace your shoes из альбома The Golden Casket, вышедшего в 2021 году. Также об отцовстве музыкант рассказал в интервью.

## Музыкальное оборудование

### Гитары
- Wicks Custom Telecaster[9]

### Усилители
- Fender SuperSix Soursound

## Дискография

### Modest Mouse
- This Is a Long Drive for Someone with Nothing to Think About (1996)
- The Lonesome Crowded West (1997)
- The Moon & Antarctica (2000)
- Good News for People Who Love Bad News (2004)
- We Were Dead Before the Ship Even Sank (2007)
- Strangers to Ourselves (2015)
- The Golden Casket (2021)

### Ugly Casanova
- Sharpen Your Teeth (2002)